# 布纹吊钟花
布纹吊钟花（Enkianthus campanulatus）是吊钟花属中最耐寒的物种，它是一种中等大小、直立的落叶灌木。查尔斯·玛丽斯曾經前往日本为維奇苗圃寻找植物，並將布纹吊钟花引入英國。